# Rødøy
Rødøy ist eine Kommune im norwegischen Fylke Nordland. Die Kommune hat 1160 Einwohner (Stand: 1. Januar 2025) und gehört zur Landschaft Helgeland. Verwaltungssitz ist die Ortschaft Vågaholmen.

## Geografie

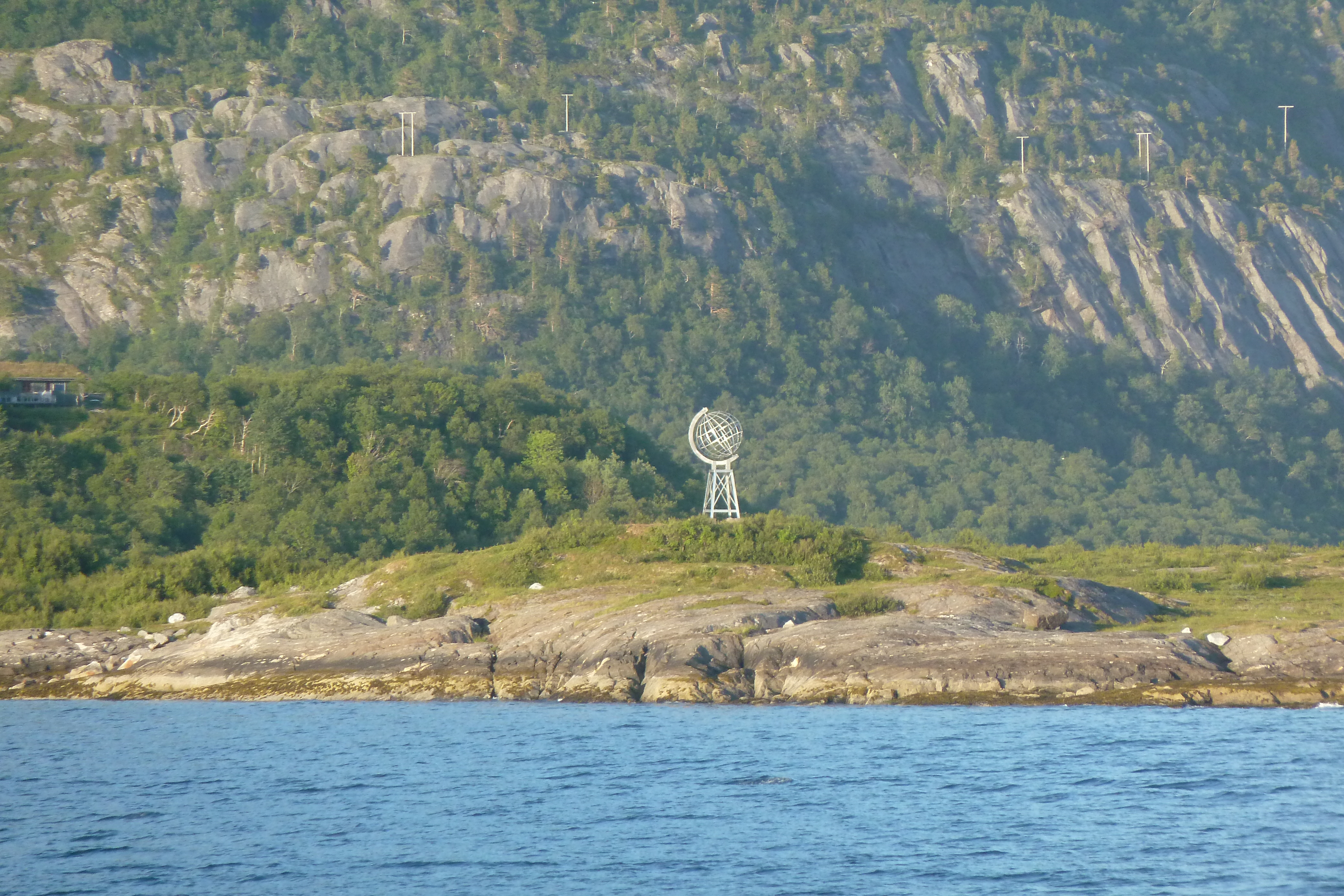
Polarkreiszeichen in Rødøy

Die Gemeinde liegt an der Westküste des Fylkes Nordland und grenzt an die Nachbarkommunen Rana, Lurøy und Meløy. Durch Rødøy verläuft der nördliche Polarkreis. Die Kommune Rødøy setzt sich aus Teilen des Festlandes um die Fjorde Melfjord, Værangfjord und Tjongsfjord sowie fast 1000 Inseln zusammen.
Das Gebiet ist auf dem Festland sowie auf den größeren Inseln bergig, zur Küste fällt die Fläche steil ab. Dort befinden sich in einigen Bereichen flache Küstengebiete. Die höchste Erhebung ist die Steintinden im Osten Rødøys mit einer Höhe von 1533,5 moh. Im Osten befindet sich außerdem ein Teil des Saltfjellet-Svartisen-Nationalparks, in dem unter anderem der Gletscher Svartisen liegt.

## Einwohner
Am stärksten besiedelt sind die flachen Küstenbereiche entlang der Fjorde, vor allem am nördlichen Ufer des Tjongsfjords. Dort befindet sich auch das Verwaltungszentrum Vågaholmen. Die Einwohnerzahlen sanken von 1946 bis 2016 um etwa 40 Prozent. In der gesamten Gemeinde liegen keine Tettsteder, also keine Ansiedlungen, die für statistische Zwecke als eine städtische Siedlung gewertet werden.
Die Einwohner der Gemeinde werden Rødøyfjerding genannt. Rødøy hat wie viele andere Kommunen der Provinz Nordland weder Nynorsk noch Bokmål als offizielle Sprachform, sondern ist in dieser Frage neutral.
| Jahr          | 1986 | 1990 | 1995 | 2000 | 2005 | 2010 | 2015 | 2020 | 2025 |
| ------------- | ---- | ---- | ---- | ---- | ---- | ---- | ---- | ---- | ---- |
| Einwohnerzahl | 1893 | 1743 | 1670 | 1570 | 1443 | 1281 | 1269 | 1213 | 1160 |

## Geschichte

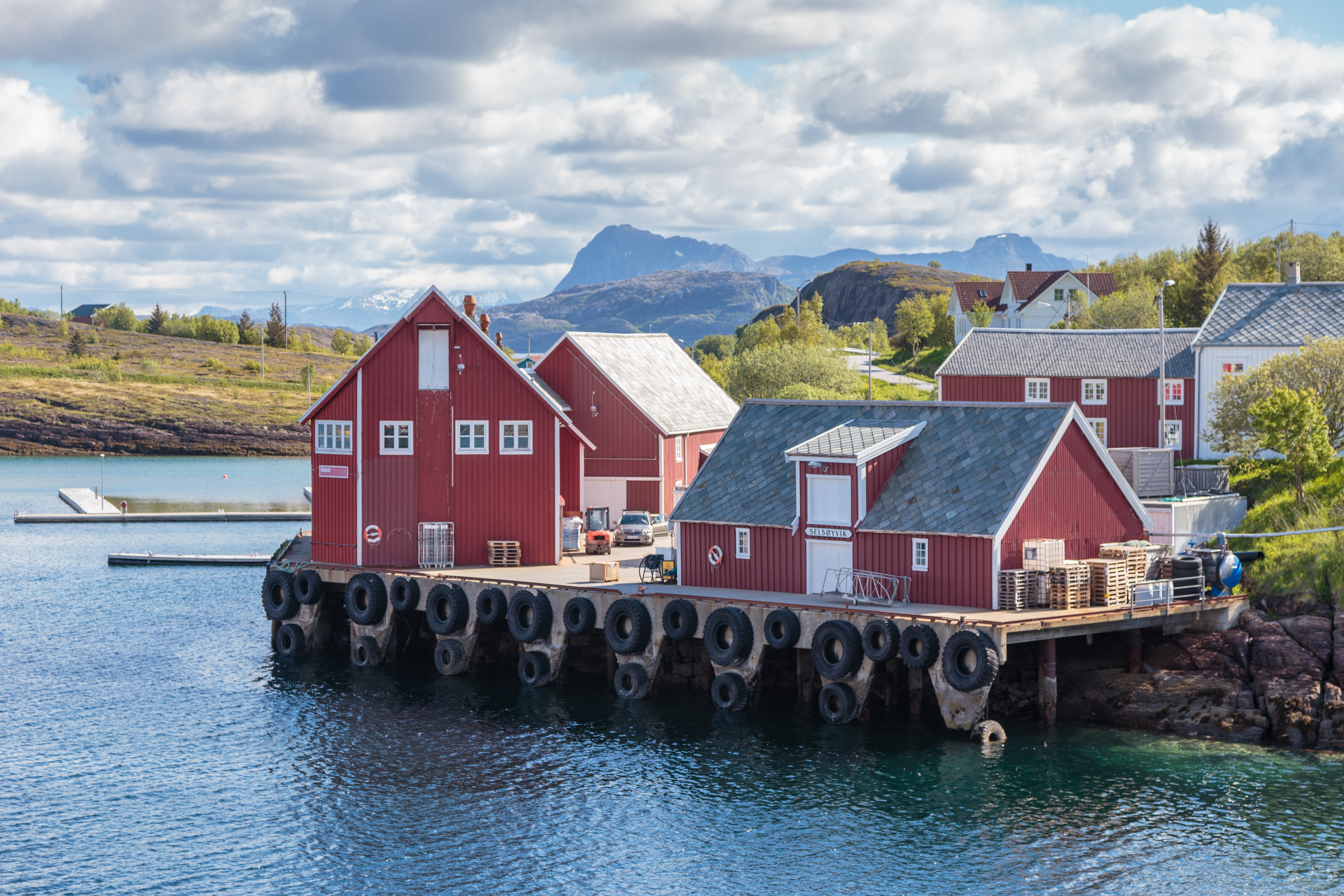
Alte Handelsstation Selsøyvik (Rødøy, Fylke Nordland)

Die Kommune wurde nach der Einführung der kommunalen Selbstverwaltung im Jahr 1837 gegründet, im Jahr 1884 wurde die Gemeinde Meløy abgetrennt. Seitdem wurden die Grenzen nicht mehr verändert. Am Schiffsanlauf Selsøyvik wurde bereits ab den 1700er-Jahren Handel betrieben. Auf der Insel Rødøya befindet sich die Holzkirche Rødøy kirke aus dem Jahr 1885.

## Wirtschaft
Eine wichtige Einnahmequelle der Gemeinde stellt die Fischerei da, auch wenn sie rückläufig ist. Die Landwirtschaft ist von der Rinder- und Schafhaltung geprägt. Die industrielle Produktion ist wenig ausgebaut. Für den Verkehr ist unter anderem auch die Anbindung über den Seeweg von Bedeutung.
Im Jahr 2019 arbeiteten von 618 Menschen 437 in Rødøy selbst, weitere Personen waren unter anderem in Meløy, Bodø und Lurøy tätig.

## Name und Wappen
Rødøy wurde etwa im Jahr 1439 als „Raudøy“ erwähnt. Der Name setzt sich aus den beiden Bestandteilen „raud“ (deutsch: rot) und „øy“ (deutsch: Insel) zusammen. Die Farbe rot bezieht sich dabei auf die Farbe des lokalen Gesteins.
Auf 1988 angenommenen Kommunenwappen ist ein roter Löwe auf silbernem Hintergrund zu sehen. Dies stellt die prägende Felsformation Rødøyløva dar. Diese sphinxartige Felsformation war schon von jeher eine wichtige Landmarke auf der Schiffsroute an der Küste.

## Persönlichkeiten
- Hjalmar Andersen (1923–2013), Eisschnellläufer